# Gustave Le Gray
Gustave Le Gray (Villiers-le-Bel, 30 agosto 1820 – Il Cairo, 29 luglio 1884) è stato un fotografo francese del movimento pittorialista.

## Biografia
Nato a nord di Parigi, a Villiers-le-Bel, iniziò la sua carriera artistica come pittore nella capitale, contro la volontà paterna, si iscrisse alla scuola di belle arti e insieme a Charles Nègre, Jean-Lèon Gérôme, Roger Fenton e Henri Le Secq frequentò nel 1842 l'atelier di Paul Delaroche.
Delaroche fu costretto a chiudere il suo studio nel 1843 dopo la morte di un suo allievo e decise di andare a Roma: Le Gray lo anticipò passando a piedi attraversando la Svizzera, mentri altri lo raggiunsero nei mesi seguenti. Henri Le Secq arrivò nell'ottobre del 1844. A Roma, Le Gray aveva incontrato Palmira Leonardi che sposò nel maggio 1844. Rimase in Italia, soggiornando a Napoli e Firenze fino al 1847.
Espose nei salon parigini nel 1848 e nel 1853, ma divenne famoso in seguito al suo interessamento per la fotografia. Già in Italia aveva espresso inclinazione nei confronti del dagherrotipo. Pubblicò quattro trattati tecnici di fotografia tra i quali l'importantissimo Traité pratique de la photographie sur papier et sur verre (1850), e sviluppò due fondamentali invenzioni: il negativo su vetro al collodio su vetro (1850) e il negativo su carta cerata secca (1851). Partecipò nel 1851 alla Mission héliographique, assieme a Édouard Baldus, Auguste Mestral, Henri Le Secq, Hippolyte Bayard, il cui scopo fu quello di documentare i monumenti e gli edifici francesi da salvare e restaurare.

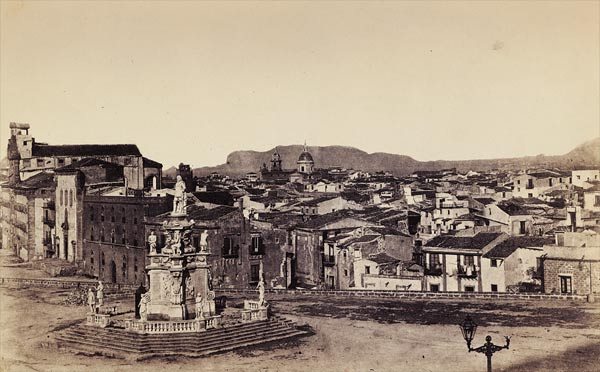
Veduta di Palermo, di Gustave Le Gray, 1860

Per ottenere l'immagine desiderata, utilizzò e mise a punto delle tecniche fotografiche per superare i limiti dei materiali del periodo. Rinomate e discusse furono le fotografie marine del 1856, riprese durante il suo soggiorno nel Mediterraneo, dove utilizzò la tecnica della "stampa combinata" per rendere al meglio il cielo e il mare. Fotografò principalmente nelle ore precedenti il tramonto, per accentuare i contorni e il volume delle nuvole. Alle sue fotografie si ispirarono alcuni pittori, tra cui Gustave Courbet, che studiarono la luce e i toni delle formazioni nuvolose.
Fu uno dei fondatori della Société héliographique e del giornale La Lumière e della Société française de photographie. Pessimo commerciante, Le Gray si ritrovò pieno di debiti nonostante la notorietà e le conoscenze, così fu costretto a vendere la sua società nel 1860 e per cercare di ristabilirsi finanziariamente aveva accettato l'offerta di Alexandre Dumas che gli aveva proposto di imbarcarsi con lui per un viaggio di alcuni mesi in Oriente verso la Grecia, Turchia, Siria, Palestina ed Egitto. Invece, la barca di Dumas, "Emma", arrivata a Genova e appreso dell'impresa dei Mille decise di dirigersi verso Palermo. Documentò la devastazione causata dell'insurrezione popolare, in vedute deserte di uomini ma piene di rovine. A Catania, in seguito ad informazioni non veritiere, i due si persero di vista e Le Gray rimase in Sicilia.
Non ritornerà in Francia, dopo una sosta a Malta, accetterà una missione per documentare la guerre d'Oriente (Mont-Liban), viaggiando verso Damasco, visse qualche mesi nei ruderi di Baalbeck poi si trasferì in Egitto, Alessandria poi al Cairo, dove divenne nel 1863 istruttore di disegno nell'accademia militare, e dove sembra sposò una donna greca dalla quale ebbe una figlia. Vi morì nel 1884.
Nel 2011 una sua fotografia che mostra delle barche a vela al tramonto è stata venduta ad un collezionista americano per 917 000 euro.

## Galleria d'immagini

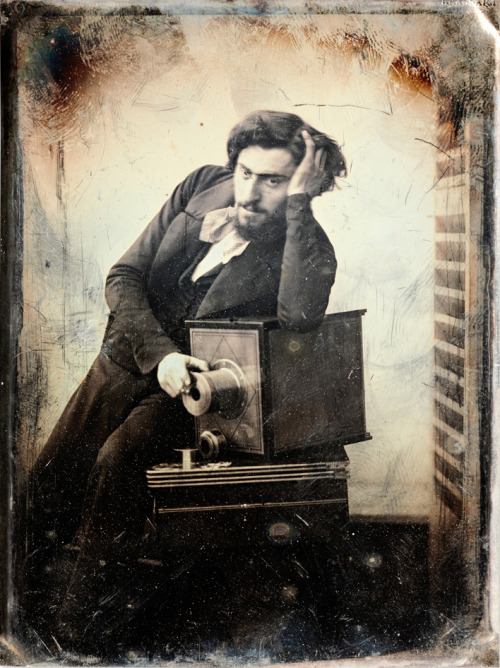
autoritratto, 1848
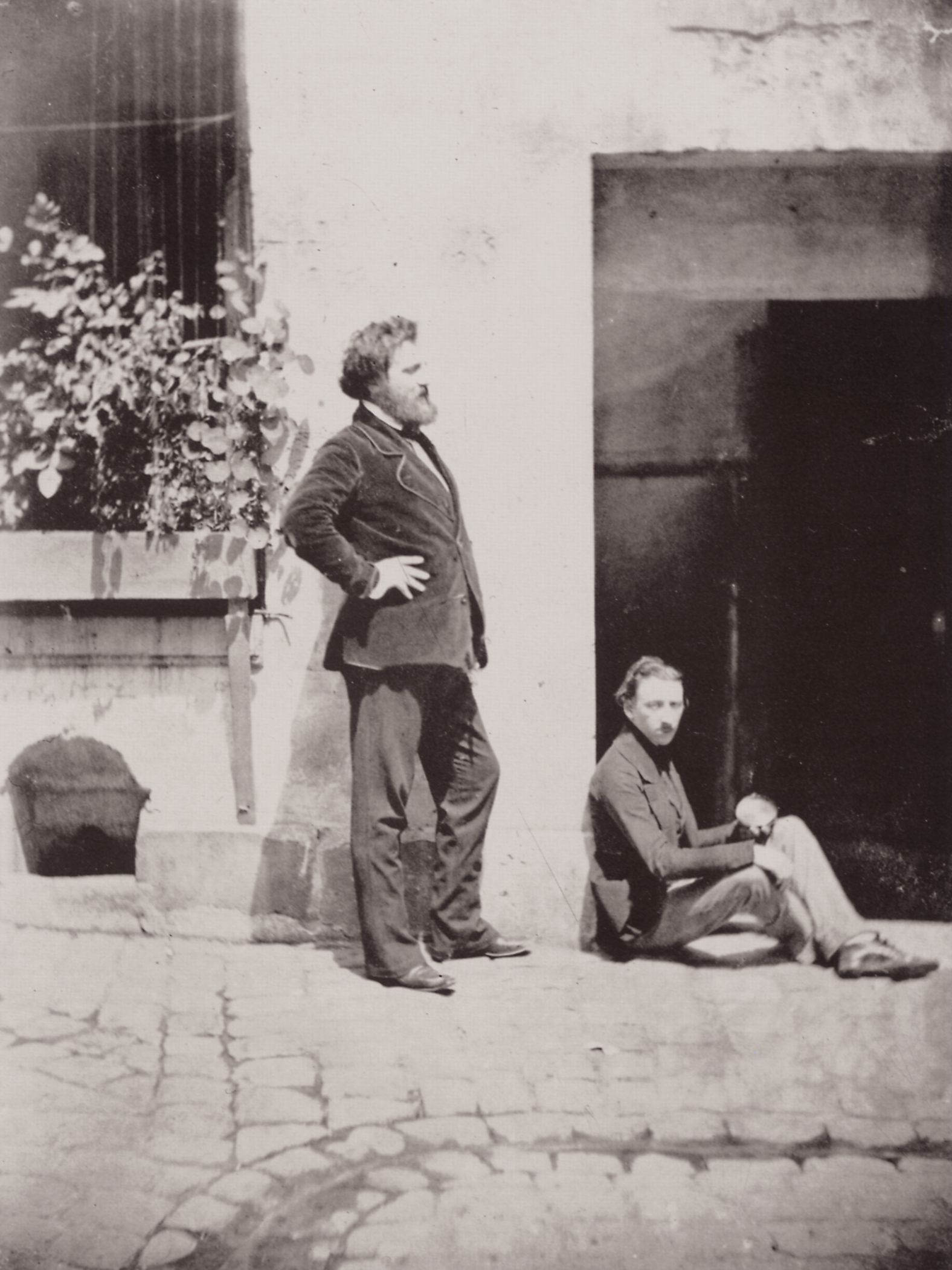
Henri Le Secq e Le Gray in una foto di Charles Nègre, 1850 circa
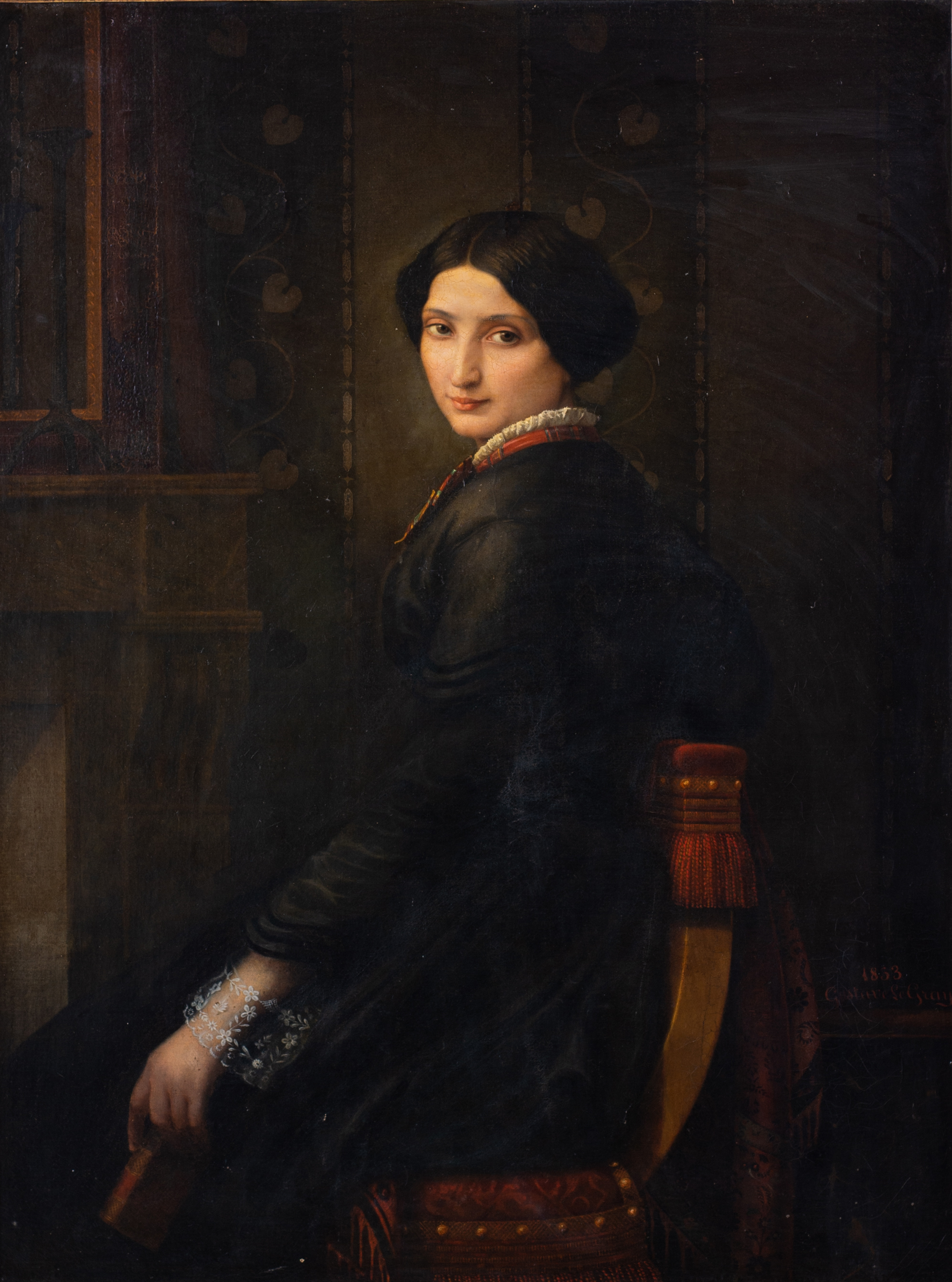
Palmira Leonardi, moglie di Le Gray, olio su tela, 1853
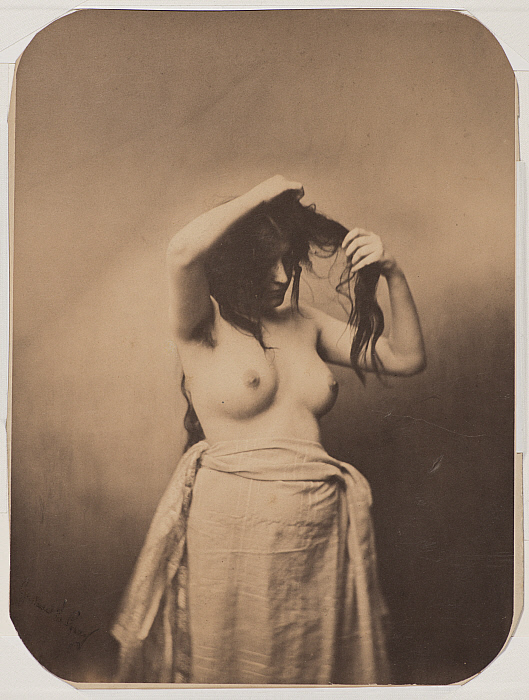
nudo in piedi, 1855
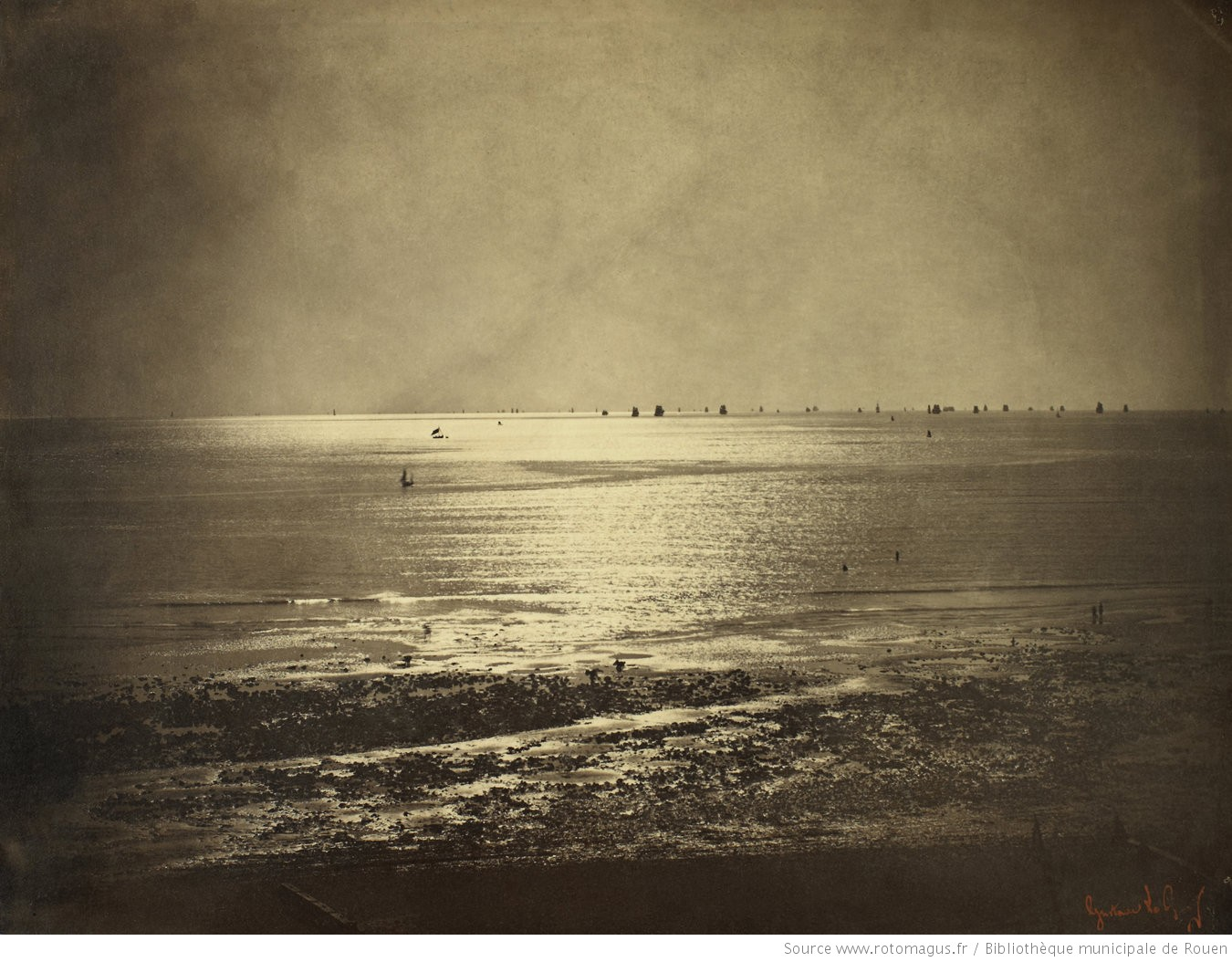
marina, Rouen, 1856
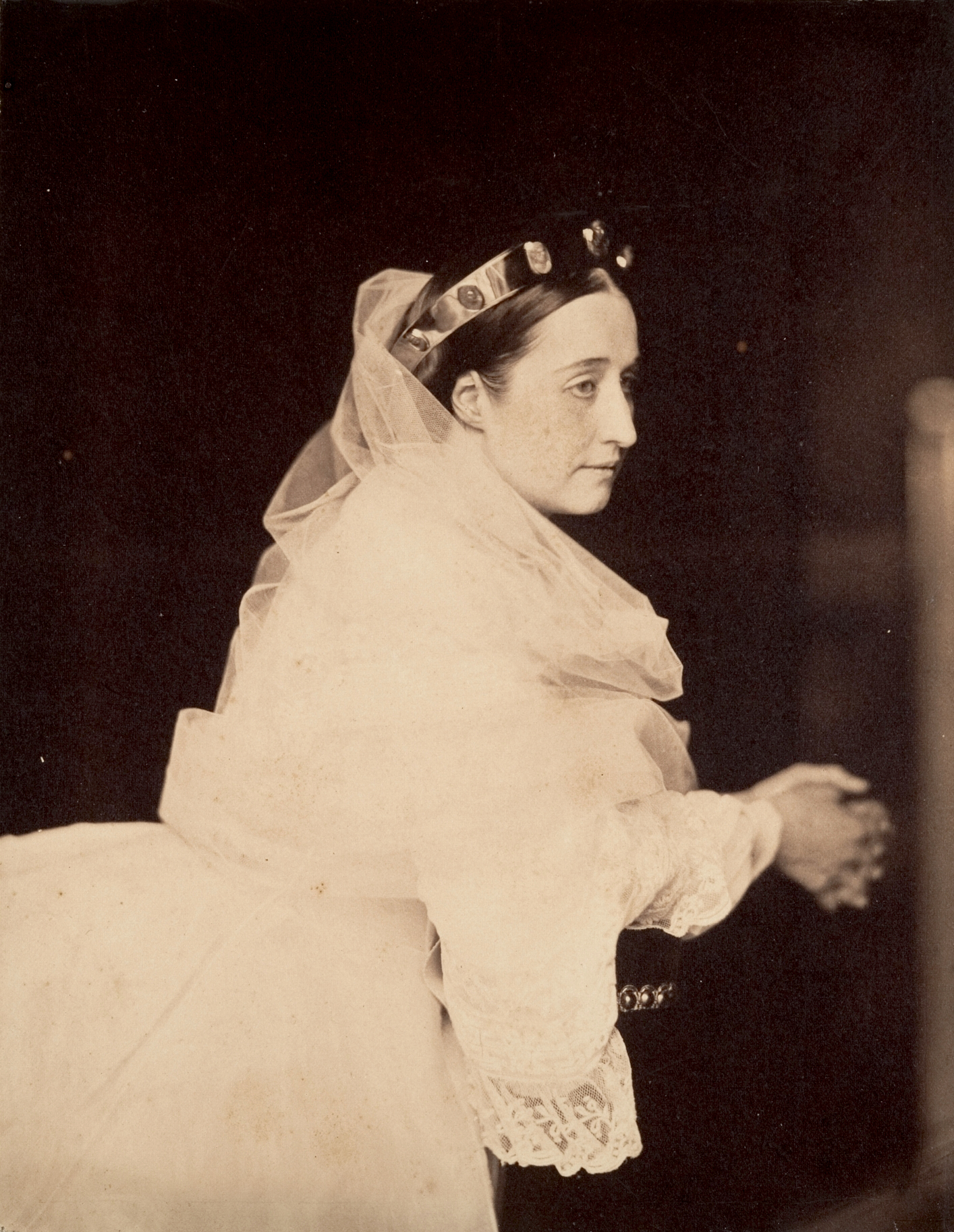
ritratto dell'imperatrice francese Eugenia de Montijo, 1856
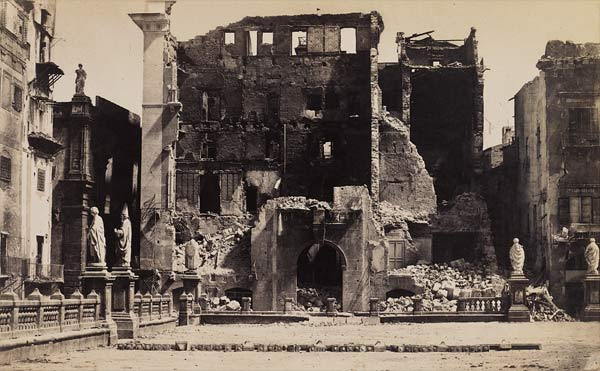
rovine di Palermo, 1860
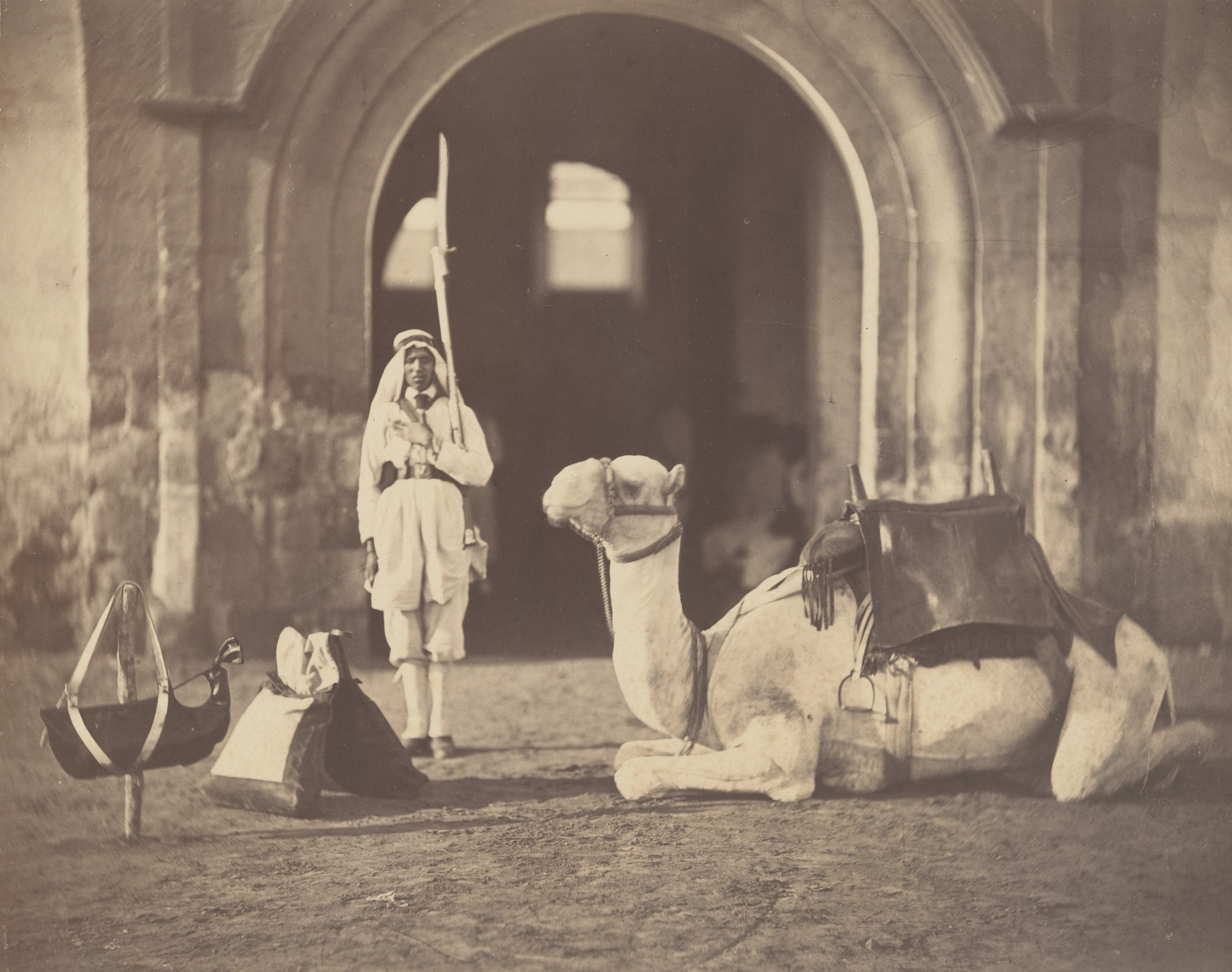
soldato con cammello, Cairo, 1866